# 蛇の言葉を話した男
蛇の言葉を話した男（エストニア語: Mees, kes teadis ussisõnu）は、エストニアの作家アンドルス・キヴィラフク（エストニア語: Andrus Kivirähk）が2007年に発表した小説である。

## 出版
フランス語、ロシア語、英語、スペイン語など14の言語に翻訳され出版された。2008年にエストニアのストーカー賞を、2014年にはフランスのイマジネール賞を受賞している。
- (エストニア語) Mees, kes teadis ussisõnu. Tallinn: Eesti Keele Sihtasutus. (2007-06-10). ISBN 978-9985-79-178-3. OCLC 1043045624
- (フランス語) L'homme qui savait la langue des serpents. Paris: Éd. Attila. (2013-01-09). ISBN 978-2-37055-005-7. OCLC 1111601969
- (ロシア語) Последний, кто знал змеиную молвь. Москва: Октопус. (2014). ISBN 978-9949-9334-8-8. OCLC 898056989
- (英語) The Man Who Spoke Snakish. New York: Grove Atlantic. (2015-11-03). ISBN 978-0-8021-2412-8. OCLC 928405147
- (スペイン語) El hombre que hablaba serpiente. Madrid: Impedimenta. (2017-04-01). ISBN 978-84-16542-84-0. OCLC 1026367915
- (ドイツ語) Der Mann, der mit Schlangen sprach. Stuttgart: Klett-Cotta. (2017-04-08). ISBN 978-3-608-98107-0. OCLC 963872985

### 日本語版
日本語版は、2021年（令和3年）6月30日に河出書房新社より刊行された。訳は関口涼子によるフランス語版からの重訳である。
- アンドルス・キヴィラフク 著、関口涼子 訳『蛇の言葉を話した男』河出書房新社、東京、2021年6月30日。ISBN 978-4-309-20827-5。 NCID BC09736007。OCLC 1257753560。全国書誌番号:23555647。

## 脚註

### 註釈
1. ↑  日本語版の刊記では、発行日を2021年（令和3年）6月30日としているが[1]、発売日は2021年（令和3年）6月28日である[8]。